# SN 1006

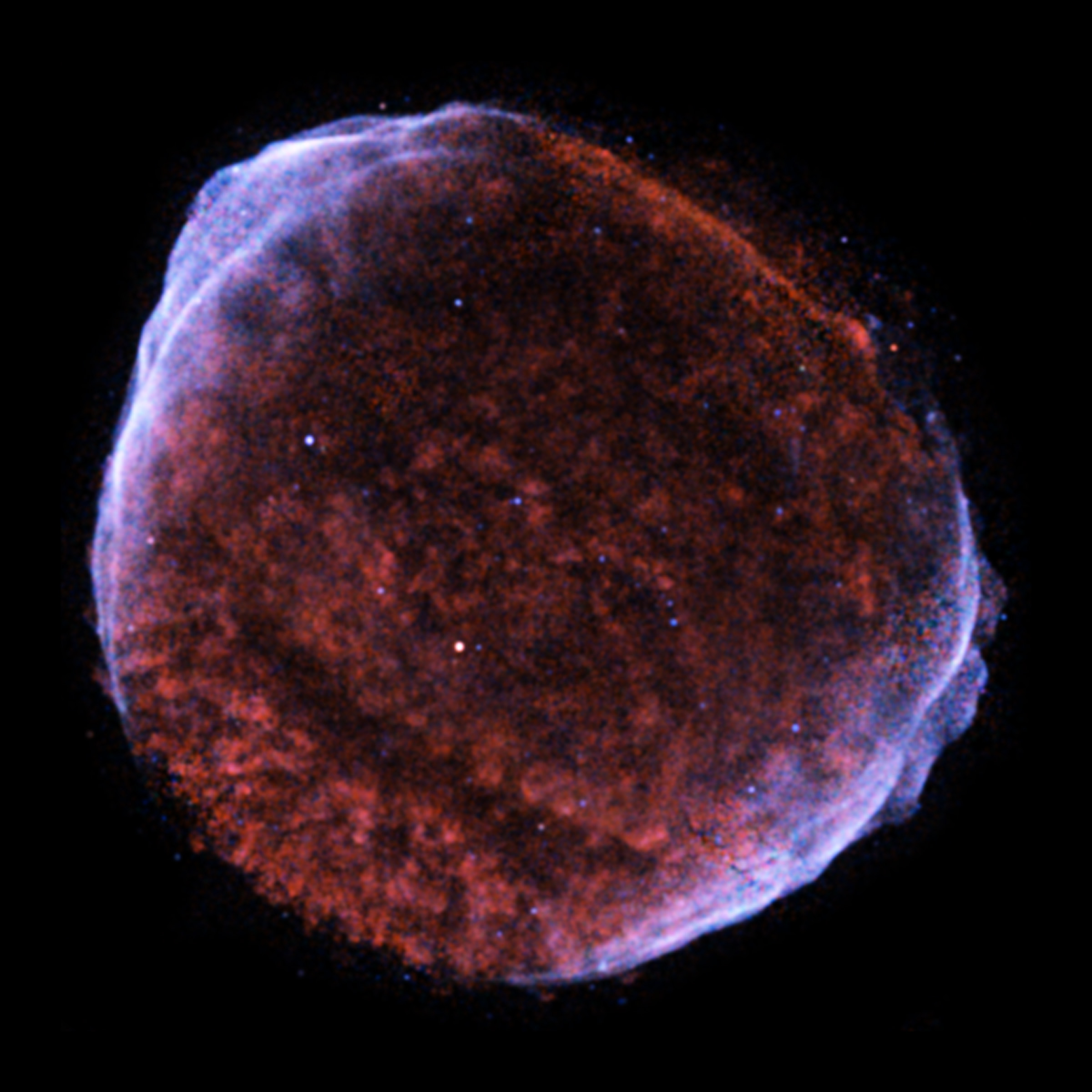
IImagem em raios X da SN 1006.

SN 1006 foi uma supernova observada da Terra no início do ano 1006 d.C.. A supernova está a 7,200 anos-luz de distância da Terra. Foi o evento estelar registrado mais brilhante da história, com pico de -7,5 na magnitude aparente.
Sua primeira aparição foi na constelação de Lupus entre 30 de abril e 1 de maio, esta supernova foi observada pelos povos da China, Egito, Iraque, Japão, Suiça e possivelmente na América do Norte.